# Gabriel Silva
Gabriel Moisés Antunes da Silva, meglio noto come Gabriel Silva (Piracicaba, 13 maggio 1991), è un ex calciatore brasiliano, di ruolo difensore o centrocampista.

## Caratteristiche tecniche
Gabriel Silva era un calciatore molto duttile; infatti, giocava sia come terzino che come esterno di centrocampo.

## Carriera

### Club
È cresciuto nel Palmeiras, dove debutta in campionato nel 2009. Nel dicembre 2011 viene messo sotto contratto per 5 anni dall'Udinese ma, non potendo più tesserare giocatori extracomunitari durante il calciomercato invernale del 2012, viene tesserato dal Granada, società presieduta da Giampaolo Pozzo anche patron dell'Udinese. Il 27 gennaio 2012 viene girato in prestito al Novara.
Debutta in Serie A con la maglia del Novara il 19 febbraio 2012, in occasione della partita casalinga con l'Atalanta, finita 0-0. A fine stagione viene acquistato a titolo definitivo dall'Udinese.
Il 30 luglio 2015 passa in prestito al Carpi. Invece il 1º febbraio passa sempre in prestito al Genoa con cui disputa undici partite prima di ritornare all'Udinese a fine campionato.
Nella stagione 2016-2017 lui viene ceduto in prestito al Granada; tuttavia il 30 gennaio 2017 il prestito viene rescisso e lui fa ritorno all'Udinese. Disputa 5 gare nei 6 mesi con i friulani per poi trasferirsi a titolo definitivo il 9 agosto 2017 al Saint-Étienne firmando un contratto triennale.

### Nazionale
Nel 2011 con la Nazionale brasiliana Under-20 vince il Campionato sudamericano Under-20. In seguito viene convocato per prendere parte al campionato mondiale di calcio Under-20, dove gioca da titolare. Il 10 agosto in occasione degli ottavi di finale della rassegna iridata contro l'Arabia Saudita sigla il momentaneo 2-0 nella sfida vinta dalla Seleção per 3-0.

## Statistiche

### Presenze e reti nei club
Statistiche aggiornate al 7 aprile 2020.
| Stagione             | Squadra              | Campionato           | Campionato | Campionato | Coppe nazionali | Coppe nazionali | Coppe nazionali | Coppe continentali | Coppe continentali | Coppe continentali | Altre coppe | Altre coppe | Altre coppe | Totale | Totale |
| Stagione             | Squadra              | Comp                 | Pres       | Reti       | Comp            | Pres            | Reti            | Comp               | Pres               | Reti               | Comp        | Pres        | Reti        | Pres   | Reti   |
| -------------------- | -------------------- | -------------------- | ---------- | ---------- | --------------- | --------------- | --------------- | ------------------ | ------------------ | ------------------ | ----------- | ----------- | ----------- | ------ | ------ |
| 2010                 | Palmeiras            | A                    | 17         | 2          | CB              | 0               | 0               | CS                 | 6                  | 0                  | -           | -           | -           | 23     | 2      |
| 2011                 | Palmeiras            | A                    | 19         | 0          | CB              | 3               | 1               | CS                 | 1                  | 0                  | -           | -           | -           | 20     | 1      |
| Totale Palmeiras     | Totale Palmeiras     | Totale Palmeiras     | 36         | 2          |                 | 3               | 1               |                    | 7                  | 0                  |             | -           | -           | 46     | 3      |
| 2011-gen. 2012       | Granada              | PD                   | 0          | 0          | CR              | 0               | 0               | -                  | -                  | -                  | -           | -           | -           | 0      | 0      |
| gen.-giu. 2012       | Novara               | A                    | 3          | 0          | CI              | 0               | 0               | -                  | -                  | -                  | -           | -           | -           | 3      | 0      |
| 2012-2013            | Udinese              | A                    | 18         | 1          | CI              | 1               | 0               | UCL+UEL            | 0+0                | 0+0                | -           | -           | -           | 19     | 1      |
| 2013-2014            | Udinese              | A                    | 31         | 1          | CI              | 4               | 0               | UEL                | 4                  | 1                  | -           | -           | -           | 39     | 2      |
| 2014-2015            | Udinese              | A                    | 11         | 0          | CI              | 1               | 0               |                    |                    |                    | -           | -           | -           | 12     | 0      |
| 2015-gen. 2016       | Carpi                | A                    | 16         | 0          | CI              | 4               | 0               | -                  | -                  | -                  | -           | -           | -           | 20     | 0      |
| gen.-giu. 2016       | Genoa                | A                    | 11         | 0          | CI              | 0               | 0               | -                  | -                  | -                  | -           | -           | -           | 11     | 0      |
| 2016-gen. 2017       | Granada              | PD                   | 12         | 0          | CR              | 1               | 0               | -                  | -                  | -                  | -           | -           | -           | 13     | 0      |
| Totale Granada       | Totale Granada       | Totale Granada       | 12         | 0          |                 | 1               | 0               |                    | -                  | -                  |             | -           | -           | 13     | 0      |
| gen.-giu. 2017       | Udinese              | A                    | 5          | 0          | -               | -               | -               | -                  | -                  | -                  | -           | -           | -           | 5      | 0      |
| Totale Udinese       | Totale Udinese       | Totale Udinese       | 65         | 2          |                 | 6               | 0               |                    | 4                  | 1                  |             | -           | -           | 75     | 3      |
| 2017-2018            | Saint-Étienne        | L1                   | 25         | 1          | CdF+CdL         | 1+1             | 0               | -                  | -                  | -                  | -           | -           | -           | 27     | 1      |
| 2018-2019            | Saint-Étienne        | L1                   | 19         | 0          | CF+CdL          | 0+0             | 0               | -                  | -                  | -                  | -           | -           | -           | 19     | 0      |
| 2019-2020            | Saint-Étienne        | L1                   | 4          | 0          | CF+CdL          | 2+0             | 0+0             | UEL                | 3                  | 1                  | -           | -           | -           | 9      | 1      |
| Totale Saint-Étienne | Totale Saint-Étienne | Totale Saint-Étienne | 48         | 1          |                 | 4               | 0               |                    | 3                  | 1                  |             |             |             | 55     | 2      |
| Totale carriera      | Totale carriera      | Totale carriera      | 187        | 4          |                 | 18              | 1               |                    | 14                 | 2                  |             |             |             | 219    | 8      |

## Palmarès

### Nazionale
- Campionato sudamericano Under-20: 1

2011
- Campionato mondiale Under-20: 1

Colombia 2011